# Сербско-турецкая война (1877—1878)
Сербско-турецкая война 1877—1878 годов (серб. Други српско-турски рат) — война Княжества Сербия против Османской империи за освобождение южных регионов и обеспечение полной независимости Сербии. Война длилась с 13 декабря 1877 года по 5 февраля 1878 года.

## Ход войны

Бой за освобождение Вране 26―31 января 1878 года.

Сербия, как союзник Российской империи в Русско-турецкой войне 1877—1878 годов, вела успешные боевые действия, в ходе которых сербская армия за несколько недель достигла Косова, Чукарки и Кюстендила. Благодаря этим успехам Сербия получила долгожданную независимость, а также районы Вране, Прокупле, Ниш и Пирот.